# Lappi (Satakunta)

Wappen von Lappi

Lage von Lappi in Finnland

Lappi [ˈlɑpːi] ist eine ehemalige Gemeinde in Westfinnland mit rund 3300 Einwohnern. Sie liegt in der Landschaft Satakunta knapp 20 km östlich der Stadt Rauma und wurde zum Jahresbeginn 2009 in diese eingemeindet.
Lappi ist auch der finnische Name für Lappland und die gleichnamige Provinz. Zur Unterscheidung hieß die Gemeinde Lappi früher Lappi Tl, wobei Tl für Turun ja Porin lääni stand und auf die Zugehörigkeit zur alten Provinz Turku-Pori hinwies.
Auf dem Gebiet von Lappi befindet sich das bronzezeitliche Gräberfeld von Sammallahdenmäki. Seit 1999 gehört es als erste archäologische Stätte Finnlands zur UNESCO-Liste des Weltkulturerbes.
Lappi ist ein Zentrum der Ofen- und Saunaofenproduktion. Neben dem Gemeindezentrum mit der Kirche aus dem Jahr 1760 umfasst das Gebiet von Lappi die Dörfer Alakieri, Hauta, Kauklainen, Kaukola, Kivikylä, Kodiksami, Kulju, Kullanperä, Kuolimaa, Murtamo, Mäentaka, Pappila, Rohdainen, Ruona, Skinnarla, Sukkala und Ylikieri.